# Nokia 6.1
Nokia 6.1, también conocido como Nokia 6 (2018)  y Nokia 6 de 2nd Generation, es un teléfono inteligente de gama media de la marca Nokia funciona con el sistema operativo Android. Fue anunciado en China el 25 de febrero de 2018 como el sucesor del Nokia 6 de primera generación.

## Especificaciones

### Hardware
El Nokia 6 de segunda generación funciona con un microprocesador Snapdragon 630, una actualización del Snapdragon 430 de su predecesor. Según la versión, tiene 32GB de almacenamiento y 3GB de RAM LPDDR4 o 64GB de almacenamiento y 4 GB de RAM.
El panel de visualización que el mismo LCD IPS original de 5,5 pulgadas y 1080p, pero el panel frontal se ha reducido y los botones capacitivos de navegación y de inicio se han reemplazado por teclas en pantalla.
La configuración de la cámara también es la misma combinación trasera de 16MP y selfie de 8MP que su predecesora, y conserva la función 'Bothie', que usa dos cámaras y divide la pantalla por la mitad para tomar fotos o tomar fotos en modo retrato, mostrando la cámara interna en un pequeño rectángulo en la parte superior de la cámara exterior y viceversa.
Uno de los grandes cambios es reemplazar el puerto micro-USB con un USB-C reversible, además de mover el sensor de huellas dactilares a la parte posterior del dispositivo. El conector para auriculares de3.5 mmpermanece. Nokia 6.1 también es compatible con Nokia OZO Audio.

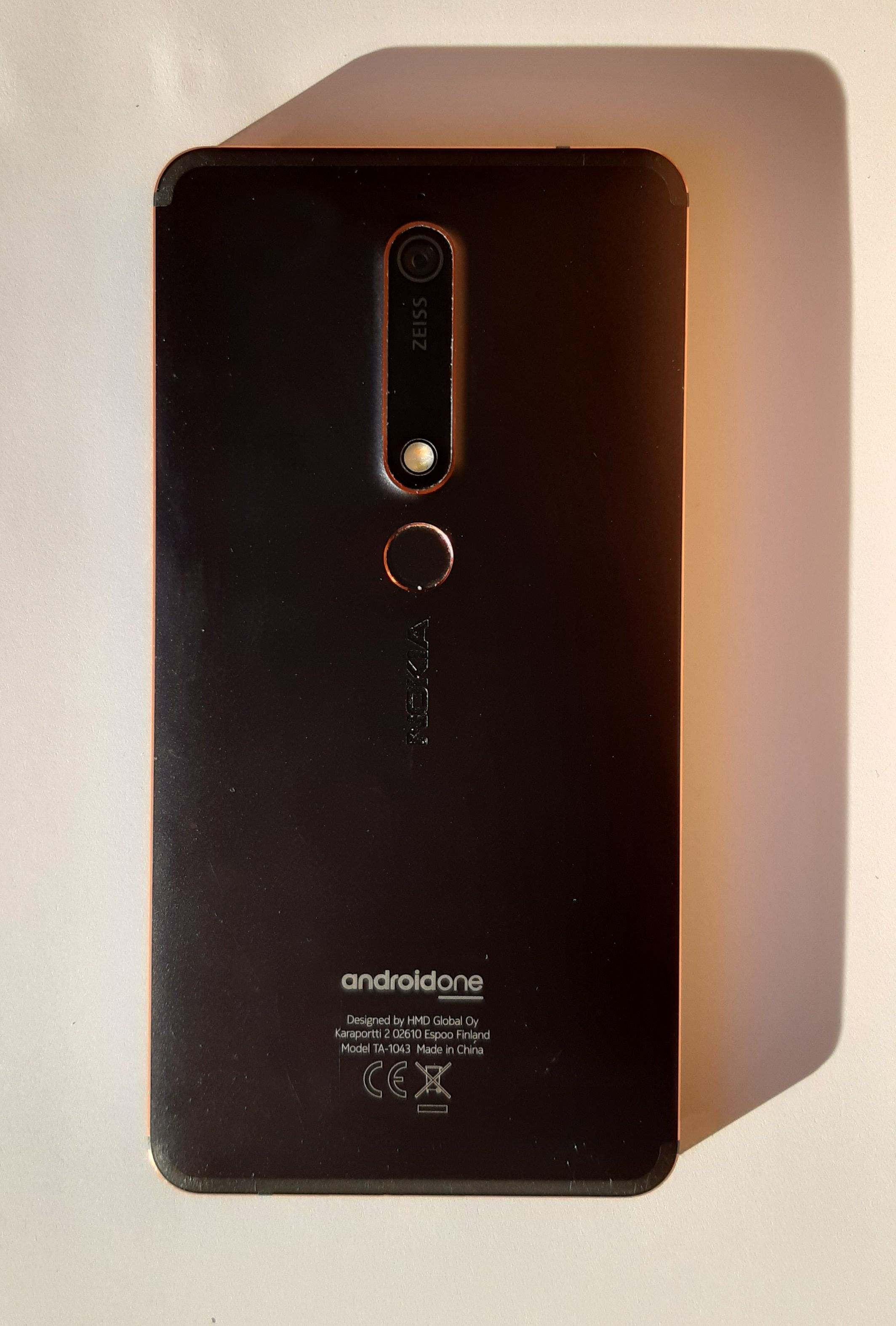
Vista trasera de un Nokia 6.1 usado

### Software
El teléfono, que se lanzó en China, funciona con Android 7.1.1 Nougat  que se puede actualizar a Android 8.0 Oreo, Android 9 Pie y Android 10. Todas las demás versiones, incluidas las versiones internacionales lanzadas más tarde, tienen Android 8.1 Oreo, que se puede actualizar a Android 9 Pie desde finales de octubre de 2018 y Android 10 desde el 10 de enero de 2020. Es parte del programa Android One, lo que significa que el dispositivo recibe 2 años de actualizaciones del sistema operativo Android y 3 años de actualizaciones de seguridad, se puede actualizarse aAndroid 10.

## Recepción
El Nokia 6.1 ha recibido críticas positivas. Holly Brockwell de TechRadar elogió el software, el diseño y la pantalla del teléfono, pero criticó la batería, la cámara y el sonido.